# Monte Menegosa, Monte Lama, Groppo di Gora
Monte Menegosa, Monte Lama, Groppo di Gora este o arie protejată (arie specială de conservare — SAC, sit de importanță comunitară — SCI) din Italia întinsă pe o suprafață de 3.495 ha, integral pe uscat.

## Localizare
Centrul sitului Monte Menegosa, Monte Lama, Groppo di Gora este situat la coordonatele 44°40′30″N 9°41′46″E / 44.675°N 9.696111°E.

## Înființare
Situl Monte Menegosa, Monte Lama, Groppo di Gora a fost declarat sit de importanță comunitară în iunie 1995 pentru a proteja 2 specii de plante și 19 specii de animale. Situl a fost protejat și ca arie specială de conservare în martie 2019.

## Biodiversitate
Situată în ecoregiunea continentală, aria protejată conține 22 de habitate naturale: Formațiuni ierboase bogate în specii de Nardus, dezvoltate pe substraturi silicioase în zone montane (și în zone submontane, în Europa continentală), Ape stătătoare oligotrofe până la mezotrofe, cu vegetație de Littorelletea uniflorae și/sau de Isoëto-Nanojuncetea, Păduri aluvionare cu Alnus glutinosa și Fraxinus excelsior (Alno-Padion, Alnion incanae, Salicion albae), Pante stâncoase silicioase cu vegetație casmofită, Pajiști uscate seminaturale și facies de acoperire cu tufișuri pe substraturi calcaroase (Festuco-Brometalia) (* situri importante pentru orhidee), Grohotișuri termofile și vest-mediteraneene, Galerii de Salix alba și de Populus alba, Fânețe de joasă altitudine (Alopecurus pratensis, Sanguisorba officinalis), Roci stâncoase cu vegetație pionieră de Sedo-Scleranthion sau Sedo albi-Veronicion dillenii, Pajiști cu Molinia pe soluri calcaroase, turboase sau argilos-nămoloase (Molinion caeruleae), Păduri pe pante, grohotișuri și ravene de Tilio-Acerion, Pajiști uscate europene, Păduri de stejar alb estice, Mlaștini alcaline, Păduri de fag Asperulo-Fagetum, Pajiști calaminariene cu Violetalia calaminariae, Mlaștini turboase de tranziție și turbării mișcătoare, Pante stâncoase calcaroase cu vegetație casmofită, Formațiuni de Juniperus communis pe lande sau pajiști calcaroase, Ape puternic oligomezotrofe cu vegetație bentonică cu Chara spp., Lacuri eutrofice naturale cu vegetație de tip Magnopotamion sau Hydrocharition, Păduri de fag din Apenini cu Taxus și Ilex.
La baza desemnării sitului se află mai multe specii protejate:
- plante (2): Gladiolus palustris, Himantoglossum adriaticum
- păsări (13): uliu porumbar (Accipiter gentilis), fâsă-de-câmp (Anthus campestris), acvilă de munte (Aquila chrysaetos), caprimulg (Caprimulgus europaeus), presură de grădină (Emberiza hortulana), Eudromias morinellus, șoim călător (Falco peregrinus), șoimul rândunelelor (Falco subbuteo), sfrâncioc roșiatic (Lanius collurio), ciocârlie de pădure (Lullula arborea), mierlă de piatră (Monticola saxatilis), viespar (Pernis apivorus), ciocănitoarea verde (Picus viridis)
- amfibieni (1): Triturus carnifex
- mamifere (3): liliac cârn (Barbastella barbastellus), lupul (Canis lupus), liliacul mare cu potcoavă (Rhinolophus ferrumequinum)
- nevertebrate (2): Euplagia quadripunctaria, rădașcă (Lucanus cervus)

Pe lângă speciile protejate, pe teritoriul sitului au mai fost identificate 33 de specii de plante, 6 specii de amfibieni, 8 specii de mamifere, 2 specii de nevertebrate, 5 specii de reptile.